# あおしまたかし
あおしま たかしは、日本の小説家、脚本家。SATZ所属。

## 参加作品

### テレビアニメ
2002年
- ぷちぷり*ユーシィ（脚本）

2004年
- 花右京メイド隊 La Verite（脚本）

2005年
- ああっ女神さまっ（脚本）
- これが私のご主人様（脚本）

2006年
- ああっ女神さまっ それぞれの翼（脚本）
- かしまし 〜ガール・ミーツ・ガール〜（脚本）
- かりん（脚本）
- となグラ!（脚本）
- 夜明け前より瑠璃色な 〜Crescent Love〜（シリーズ構成・脚本）

2007年
- みなみけ（シリーズ構成・脚本）

2008年
- H2O -FOOTPRINTS IN THE SAND-（脚本）
- まかでみ・WAっしょい!（脚本）
- 今日の5の2（脚本）

2009年
- けんぷファー（脚本）

2010年
- みつどもえ（シリーズ構成・脚本）

2011年
- みつどもえ 増量中!（シリーズ構成・脚本）
- 俺たちに翼はない（脚本）
- ゆるゆり（シリーズ構成・脚本）

2012年
- ゆるゆり♪♪（シリーズ構成・脚本）
- トータル・イクリプス（脚本）
- カンピオーネ! 〜まつろわぬ神々と神殺しの魔王〜（脚本）

2013年
- 琴浦さん（シリーズ構成・脚本）
- 恋愛ラボ（シリーズ構成・脚本）
- 俺の脳内選択肢が、学園ラブコメを全力で邪魔している（脚本）

2014年
- 彼女がフラグをおられたら（シリーズ構成・脚本）
- ノーゲーム・ノーライフ（脚本）
- さばげぶっ!（シリーズ構成・脚本）

2015年
- アブソリュート・デュオ（脚本）
- 艦隊これくしょん -艦これ-（脚本）
- レーカン!（シリーズ構成・脚本）
- 干物妹!うまるちゃん（シリーズ構成・脚本）
- 空戦魔導士候補生の教官（脚本）

2016年
- 鬼斬（脚本）
- 初恋モンスター（脚本）
- Rewrite（脚本）
- はがねオーケストラ（シリーズ構成・脚本）
- ブレイブウィッチーズ（脚本）
- タイムボカン24（脚本）

2017年
- 干物妹!うまるちゃんR（シリーズ構成・脚本）
- タイムボカン 逆襲の三悪人（脚本）
- ガヴリールドロップアウト（シリーズ構成・脚本）
- クロックワーク・プラネット（脚本）
- 恋愛暴君（脚本）
- アホガール（シリーズ構成・脚本）

2018年
- サンリオ男子（シリーズ構成・脚本）
- 刀使ノ巫女（脚本）
- 千銃士（シリーズ構成・脚本）
- うちのメイドがウザすぎる!（シリーズ構成・脚本）

2019年
- えんどろ〜!（シリーズ構成・脚本）
- 私、能力は平均値でって言ったよね!（シリーズ構成・脚本）

2020年
- 推しが武道館いってくれたら死ぬ（脚本）
- かくしごと（シリーズ構成・脚本）
- 宇崎ちゃんは遊びたい!（シリーズ構成・脚本）
- くまクマ熊ベアー（シリーズ構成・脚本）
- 第501統合戦闘航空団 ストライクウィッチーズ ROAD to BERLIN（脚本）

2021年
- かぎなど（シリーズ構成・脚本）

2022年
- かぎなど（第2期、シリーズ構成・脚本）
- おにぱん!（シリーズ構成・脚本）
- 宇崎ちゃんは遊びたい!ω（シリーズ構成・脚本）
- 勇者パーティーを追放されたビーストテイマー、最強種の猫耳少女と出会う（シリーズ構成・脚本）

2023年
- くまクマ熊ベアーぱーんち!（シリーズ構成・脚本）
- SYNDUALITY Noir（シリーズ構成・脚本）
- 君のことが大大大大大好きな100人の彼女（シリーズ構成・脚本）

2024年
- しかのこのこのここしたんたん（シリーズ構成・脚本）

2025年
- ニートくノ一となぜか同棲はじめました（シリーズ構成）
- ある魔女が死ぬまで（脚本）
- 美男高校地球防衛部ハイカラ!（シリーズ構成・脚本）
- Summer Pockets（脚本）

### OVA
- こはるびより（シリーズ構成）
- グリザイア：ファントムトリガー THE ANIMATION スターゲイザー（脚本）

### ドラマCD
- 私立彩陵高校超能力部
- 苺ましまろ DramaCD,CharaCD
- みなみけ DramaCD
- ローゼンメイデン トロイメント キャラクターCD Vol.1 水銀燈
- ゆるゆりのうた♪あるばむ「あい♥かわらず…。」（Track2～10）
- 琴浦さん（単行本第5巻ドラマCD付き特別版付録）
- 恋愛ラボ（アニメ第4巻特典CD「藤女恋愛放送局出張版」、同第6巻特典CD「よりぬき生徒会（取り残し）」）

### 漫画原作
- タヒチガール（作画：吉村佳、『まんがタイムジャンボ』（芳文社）連載、単行本全2巻）

### 小説
- 爆炎CAMPUSガードレス
- 無敵王トライゼノン アルマゼノン　全3巻
- ディヴァイン・ハート 
  - 冷静と情熱のジルバ
  - 白銀の竜とワルツを
- でびるbox―あくまで姉妹!
- ブレイブ・ハイスクール　全4巻
- デモンズ・クラッシュ!
  - 魔王と勇者とメロンパン
  - 終劇は我輩が決める
- ハイスクール・オブ・ブリッツ 全3巻
- ときめきメモリアル